# CombiCat 30M
CombiCat 30M bezeichnet einen als Katamaran konzipierten Fährschiffstyp der norwegischen Werft Oma Baatbyggeri. Von dem Typ wurden zwei Einheiten für die Reederei Norled und eine Einheit für die Reederei Florø Skyssbåt gebaut.

## Geschichte
Die Schiffe wurden auf der Werft Oma Baatbyggeri in Stord gebaut. Der Entwurf basiert auf dem Kombi-Katamaran-Konzept der Bauwerft.
Zwei Einheiten wurden im Januar 2022 von der Reederei Norled bestellt, eine weitere Einheit etwas später von der Reederei Florø Skyssbåt.
Die Schiffe waren für den Einsatz im Sognefjord vorgesehen. Der Betrieb der Fährverbindung wurde zum 1. Mai 2024 von der Reederei Norled übernommen. Die Frey oder die Trym verkehrten zunächst zeitweise im Auftrag der Reederei Kolumbus im Lysefjord zwischen Lauvvik und Lysebotn, während die Lysefjord von Diesel- auf Elektroantrieb umgebaut wurde. Alle drei Fähren wurden zu einem späteren Zeitpunkt vom Sognefjord auf Fährverbindungen von Florø zu den Inseln Stavøya, Svanøya und Askrova bzw. Reksta, Kinn und Hovden sowie weiteren Inseln verlegt. 

## Beschreibung
Die Schiffe sind mit einem Hybridantrieb aus dieselelektrischem und elektrischem Antrieb ausgestattet. Angetrieben werden sie von zwei Elektromotoren mit jeweils 749 kW Leistung. Für die Stromversorgung stehen zwei von Scania-Dieselmotoren (Typ: DI13 91M) angetriebene Generatoren und Akkumulatoren mit einer Kapazität von 2940 kWh zur Verfügung, so dass die Schiffe dieselelektrisch und vollelektrisch angetrieben werden können. Die Maschinenräume mit den beiden Antriebssträngen sind in den beiden Schwimmkörpern der Katamarane untergebracht. Auf den Schwimmkörpern ist das Hauptdeck mit den Decksaufbauten in der vorderen Hälfte und dem offenen Fahrzeugdeck in der hinteren Hälfte aufgesetzt. 
Auf dem Fahrzeugdeck können ein Lkw bzw. Bus oder sieben Pkw befördert werden. Das Fahrzeugdeck ist über eine herunterklappbare Rampe am Heck zugänglich. Auf der Backbordseite der Schiffe befindet sich im mittleren Bereich eine herunterklappbare Rampe als Zugang für die Passagiere. Eine weitere Rampe ist am Bug der Schiffe installiert. 
Die Schiffe verfügen über einen Laderaum für den Transport verschiedener Güter. Diese können mit einem Palfinger-Kran umgeschlagen werden, der auf der Backbordseite installiert ist.
Zur Gewichtseinsparung sind die Schiffe aus Aluminium gefertigt.

## Schiffe
| CombiCat 30M | CombiCat 30M | CombiCat 30M | CombiCat 30M   | CombiCat 30M     |
| Bauname      | Bau- nummer  | IMO- Nummer  | Reederei       | Ablieferung      |
| ------------ | ------------ | ------------ | -------------- | ---------------- |
| Frey         | 548          | 9971082      | Norled         | 26. Januar 2023  |
| Trym         | 549          | 9979371      | Norled         | 21. Juni 2023    |
| Dagning      | 550          | 9979383      | Florø Skyssbåt | 25. Oktober 2023 |

Die Schiffe fahren unter der Flagge Norwegens. Sie sind in Stavanger bzw. Florø registriert.